# Compunetix
Compunetix, Inc. — производитель мультимедийных многоточечных телекоммуникационных систем для проведения аудиоконференций, видеоконференций и критически-важных применений в государственных структурах США (министерство обороны, ВВС, НАСА), в сетях крупнейших операторов связи (Deutsche Telekom, NTT) и сервис-провайдеров (Conference America, InterCall).
Компания основана в 1968 году в США. Штаб-квартира находится в городе Монровилль, штат Пенсильвания.
Решения Compunetix представлены через партнерскую сеть компании в 28 странах, включая: США, Канаду, Мексику, Бразилию, Великобританию, Францию, Германию, Испанию, Швейцарию, Саудовскую Аравию, Австралию, Индию, Японию, Китай, Южную Корея и др.

## История
Компания Compunetix, Inc была создана в 1968 году Джорджио Коралуппи (Giorgio Coraluppi). Первоначально компания занималась инженерными разработками, а в 1969 году вышла на рынок производства печатных плат. В следующие несколько десятилетий Compunetix работала над созданием специализированных технологий для ряда агентств правительства США.
В 1980 году Compunetix получила свой первый патент на «Перестраиваемую полнодоступную каскадную коммутационную сеть с избыточными проводниками» («Rearrangeable full Availability Multistage Switching Network with Redundant Conductors»). Используя эту технологию компания разработала конференц-системы NASA VSS и VSD, а позже представила конференц-мосты CONTEX 240 и 480.
В 1990 году Compunetix, Inc была выделена в отдельную корпорацию для работы над коммерческим применением своих конференц-технологий по работе со голосом и данными. В 2004 году компания представила медиапроцессор «CONTEX Summit», сочетающий качество и надежность традиционного конференц-оборудования с масштабируемостью и гибкостью медиасервера.
В марте 2004 года Compunetix ввела пожизненную поддержку продуктов тем первоначальным владельцам продуктов CONTEX 240/480, которые заключили с Compunetix контракты на техническое обслуживание с момента их покупки.
В июне 2010 году Compunetix представило семейство серверов EVERGREEN для проведения многоточечных видеоконференций от 8 до 160 участников. Особенностью серверов стал высокий уровень надёжности, безопасности и отказоустойчивости (тройная система резервирования ключевых узлов и задач), позволяющая применять MCU в критически важных приложениях: правительственная связь, силовые структуры, системы безопасности, телемедицина и др.

## Структура компании
Компания Compunetix представлена несколькими подразделениями:
- Communications Systems Division — подразделение, занимающееся разработкой медиапроцессоров для надежных и функциональных систем и сервисов аудиоконференц-связи. Платформа ориентирована на сервис-провайдеров, а также крупных коммерческих и правительственных применений.
- Federal Systems Division — подразделение, занимающееся разработкой систем голосовых коммуникаций для критически важных применений — полигонов для проведения военных испытаний, пунктов управления запуском и контролем спутников.
- Instrumentation Systems Division — подразделение, занимающееся разработкой высококачественных электронных систем начиная от простых печатных плат, до сложных электронных систем с высоким уровнем системной интеграции.
- Video Systems Division — подразделение, занимающееся разработкой MCU повышенной надежности и безопасности для проведения многоточечных видеоконференций.

## Галерея

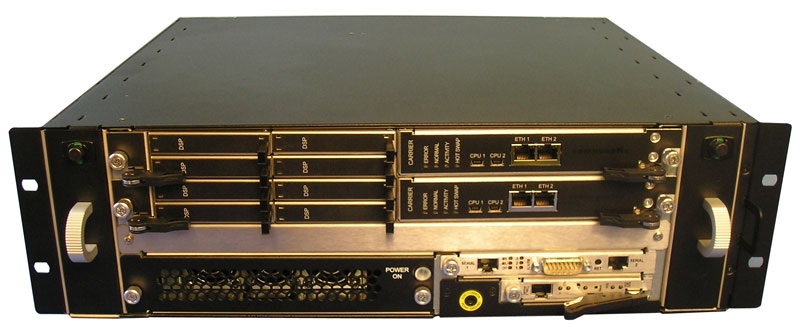
Линейка серверов многоточечной видеоконференцсвязи Compunetix EVERGREEN Cedar
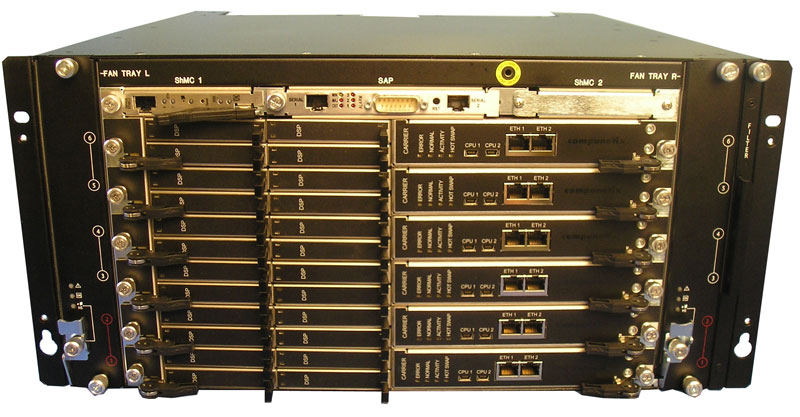
Линейка серверов видеоконференцсвязи Compunetix EVERGREEN Cypress
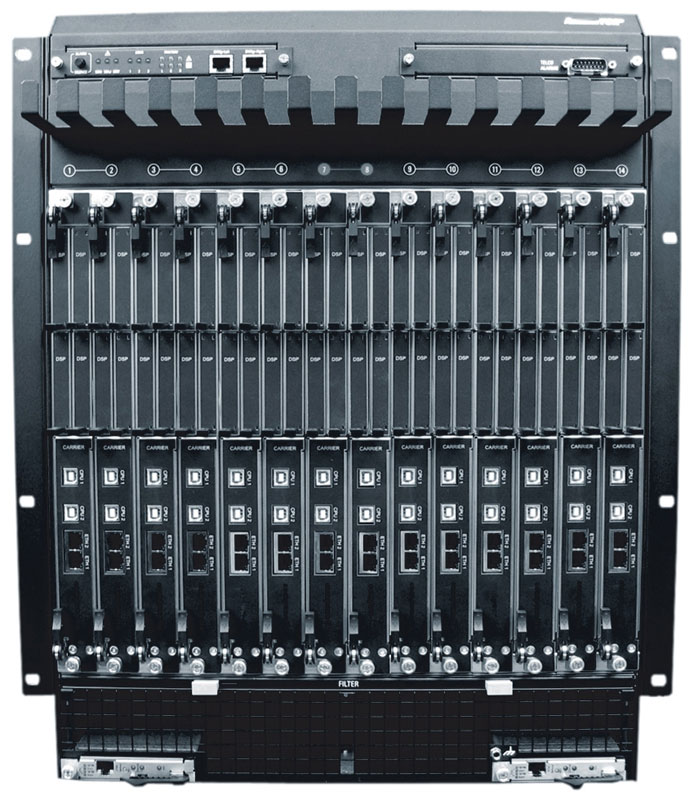
Линейка серверов многоточечной видеоконференцсвязи Compunetix EVERGREEN Sequoia